# Воинствующий атеизм
«Воинствующий атеизм» (нем. «Der kämpfende Atheismus», эсп. «Militanta ateismo») ― ежемесячный журнал антирелигиозной направленности на русском и немецком языках, а также на эсперанто. Публиковался с января по декабрь 1931 в СССР.
Журнал «Воинствующий атеизм» был органом Центрального совета Союза воинствующих безбожников. Главным редактором журнала был П. А. Красиков, а в редакционную коллегию входили Е. М. Ярославский, Ф. М. Путинцев, А. А. Ивановский, Е. Д. Криницкий, А. Т. Лукачевский, Н. М. Маторин, А. Нырчук, В. Н. Ральцевич, И. А. Шпицберг. «Воинствующий атеизм» пришёл на замену журналу «Атеист». Здесь публиковались статьи, посвящённые различным вопросам марксистского атеизма, критике буржуазных теорий происхождения религии, истории атеизма и свободомыслия, а также опыту атеистического воспитания и образования.
Тираж журнала составлял 5500 экземпляров.
По мнению канадского историка Дмитрия Поспеловского, «научность» журнала была плохо встречена (в отличие от других изданий Союза воинствующих безбожников ―  «Безбожник», «Безбожник у станка» и других, содержанием которых было обычное глумление над религией), поэтому в 1932 году издание было поглощено журналом «Антирелигиозник».